# Minestrone

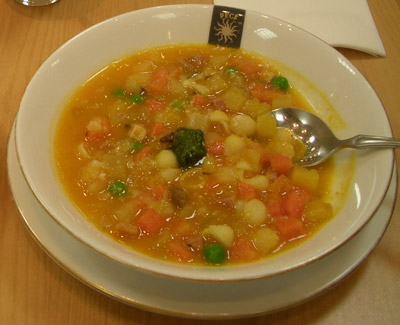
Minestra num prato de sopa

A minestra ou minestrone é uma sopa italiana composta por uma grande variedade de legumes cortados e, quase sempre, arroz ou macarrão. Os ingredientes mais usados são tomate, feijão, cebola, cenoura, aipo e batata.
Não existe uma receita específica para o minestrone, que pode ser feito com quaisquer legumes que estejam em época. O minestrone pode ser vegetariano, conter carne, ou conter algum caldo à base de carne (como caldo de galinha ou "cubinhos").

## Origem
Acredita-se que tal prato, foi criado por camponeses italianos durante o período da Grande Guerra. Com a escassez de comida e temperaturas baixíssimas, camponeses utilizavam-se dos alimentos disponíveis em suas terras, misturando-os ao feijão, alguns tipos de macarrão e muitas verduras e legumes.